# Hawker Siddeley Trident
Hawker Siddeley HS-121 Trident (původně de Havilland DH.121 a Airco DH 121) byl britský třímotorový dopravní letoun pro krátké a střední tratě vyráběný společností Hawker Siddeley. V roce 1957 navrhla společnost de Havilland konstrukci třímotorového DH.121 podle požadavků letecké společnosti British European Airways. V roce 1960 získala de Havilland firma Hawker Siddeley. První let Tridentu se uskutečnil 9. ledna 1962 a představen byl 1. dubna 1964, dva měsíce po svém hlavním konkurentovi - Boeingu 727. Do roku 1978 bylo vyrobeno 117 Tridentů a poslední byl vyřazen ze služby v roce 1995.
Letoun byl poháněn třemi vzadu namontovanými dvouproudovými motory Rolls-Royce Spey s nízkým obtokovým poměrem. Šlo o dolnoplošník se šípovým křídlem a ocasními plochami ve tvaru T. Pokročilá avionika umožnila, že se letoun ve svých začátcích v roce 1965 stal prvním, který dokázal přistát „na slepo“ dle přístrojů. Počáteční Trident 1/2 mohl pojmout 101-115 cestujících na vzdálenost 2 350 nmi (4350 km). Trident 3 byl prodloužen o 5 m (16 ft), aby dokázal pojmout 180 na vzdálenost přes 1 940 nmi (3 590 km; 2230 mi). Dále měl pomocný motor Rolls-Royce RB162 v ocasu.
Následník společnost BEA, British Airways, se na začátku 80. let rozhodla vyměnit flotilu za letouny Boeing 737 a Boeing 757. Společnosti Air China s Tridenty létala ještě v polovině 90. let.

## Varianty
- Trident 1C
- Trident 1E
- Trident 2E
- Trident 3B
- Super Trident 3B

## Specifikace

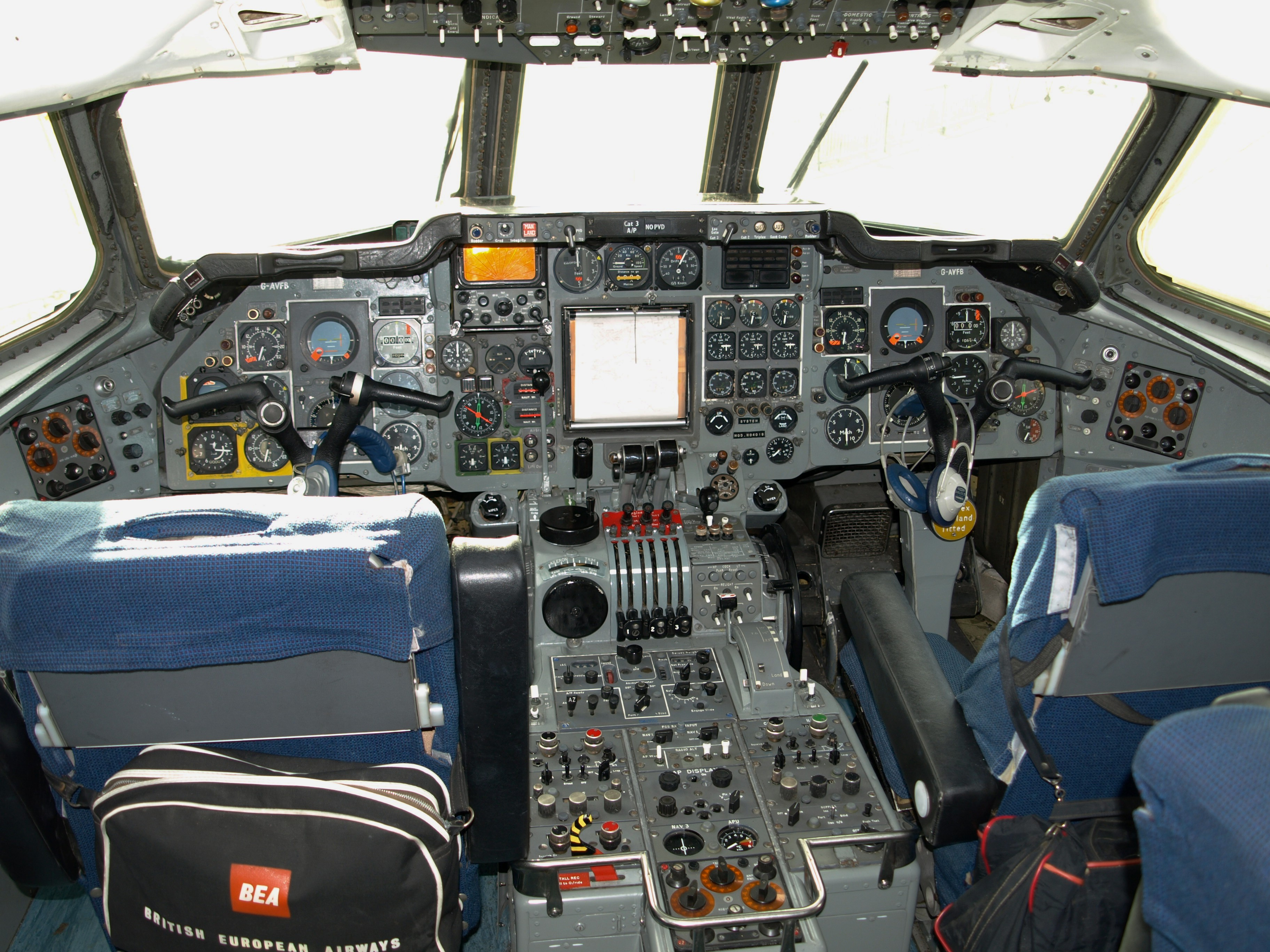
Kokpit letounu Trident 2E

| Varianta          | Trident 1/1C                                                          | Trident 1E                       | Trident 2E                                          | Trident 3B                                          |
| ----------------- | --------------------------------------------------------------------- | -------------------------------- | --------------------------------------------------- | --------------------------------------------------- |
| Posádka kokpitu   | Tři (Kapitán, kopilot a inženýr)                                      | Tři (Kapitán, kopilot a inženýr) | Tři (Kapitán, kopilot a inženýr)                    | Tři (Kapitán, kopilot a inženýr)                    |
| Typická kapacita  | 101 míst                                                              | 108 míst                         | 115 míst                                            | 180 míst                                            |
| Délka             | 114 stop 9 inches (34,98 m)                                           | 114 stop 9 inches (34,98 m)      | 114 stop 9 inches (34,98 m)                         | 131 stop 2 inches (39,98 m)                         |
| Rozpětí           | 89 stop 10 inches (27,38 m)                                           | 95 stop (29 m)                   | 98 stop (30 m)                                      | 98 stop (30 m)                                      |
| Nosná plocha      | 1,358 square feet (0,1262 m2)                                         | 1,415 square feet (0,1315 m2)    | 1,462 square feet (0,1358 m2)                       | 1,462 square feet (0,1358 m2)                       |
| Šípovitost        | 35 stupňů                                                             | 35 stupňů                        | 35 stupňů                                           | 35 stupňů                                           |
| Výška             | 27 stop 0 inches (8,23 m)                                             | 27 stop 0 inches (8,23 m)        | 27 stop 0 inches (8,23 m)                           | 28 stop 3 inches (8,61 m)                           |
| Max. šířka kabiny | 11 stop 3,5 inches (3,442 m)                                          | 11 stop 3,5 inches (3,442 m)     | 11 stop 3,5 inches (3,442 m)                        | 11 stop 3,5 inches (3,442 m)                        |
| Typická OEW       | 66 700 liber (30,3 t) 1C: 67 200 liber (30,5 t)                       | 70 000 liber (31,8 t)            | 73 200 liber (33,2 t)                               | 83 000 liber (37,6 t)                               |
| MTOW              | 107 000 liber (48,5 t) 1C: 115 000 liber (52,2 t)                     | 128 000 liber (58,1 t)           | 142 500 liber (64,6 t)                              | 150 000 liber (68,0 t)                              |
| Kapacita paliva   | 3 840 imperial gallon (17 500 L) 1C: 4 840 imperial gallon (22 000 L) | 5 440 imperial gallon (24 700 L) | 5 774 imperial gallon (26 250 L)                    | 5 440 imperial gallon (24 700 L)                    |
| Motory            | 3 × Spey RB163-1 Mk505-5                                              | 3 × Spey RB163-25 Mk511-5        | 3 × Spey RB163-25 Mk512-5 (3B: +RB162-86 )          | 3 × Spey RB163-25 Mk512-5 (3B: +RB162-86 )          |
| Tah               | 3 × 10 400 lbf (46 kN)                                                | 3 × 11 400 lbf (51 kN)           | 3 × 11 960 lbf (53,2 kN) (3B: +5 250 lbf (23,4 kN)) | 3 × 11 960 lbf (53,2 kN) (3B: +5 250 lbf (23,4 kN)) |
| FL300 cruise      | Mach 0,86 – 506 uzlů (937 km/h)                                       | Mach 0,86 – 506 uzlů (937 km/h)  | Mach 0,86 – 506 uzlů (937 km/h)                     | Mach 0.84 – 495 uzlů (917 km/h)                     |
| Dostup            | 35 000 stop (11 000 m)                                                | 35 000 stop (11 000 m)           | 35 000 stop (11 000 m)                              | 35 000 stop (11 000 m)                              |
| Dolet             | 1 170 nmi; 2 170 km 1C: 1 760 nmi; 3 260 km                           | 1 910 nmi; 3 540 km              | 2 350 nmi; 4 350 km                                 | 1 940 nmi; 3 600 km                                 |